# Anders Stockenström
Anders Stockenström, född 8 januari 1757 i Filipstad, död 29 december 1811 i Doorn Nek, Östra Kapprovinsen, var en distiktschef i Kapkolonin.
Anders Stockenström var son till bergsrådet Anders Stockenström. Han var vice notarie i Bergskollegium, då han 1776 utvandrade till den under Nederländerna lydande Kapkolonin i Sydafrika. Där verkar han snart ha inträtt i den koloniala förvaltningstjänsten och var sekreterare i distriktet Swellendam, när han 1803 utnämndes till landdrost i det oroliga gränsdistriktet Graaff-Reinet. Trots stora svårigheter lyckades Stockenström lägga grunden till en mera ordnad styrelse och tryggare förhållanden där. Han blev dödad under en strid med kaffrer.
Anders Stockenströms äldste son, Andries Stockenström (1791–1864), kom att spela en viktig roll i Sydafrikas historia. Efter skolgång i Kapstaden blev han skrivbiträde åt fadern, erhöll 1811 grad som fänrik i Kapregementet, samt blev 1815 landdrost i Graaff-Reinet. 1823 befordrades han till kapten och 1828 blev han generalkommissarie över samtliga östra gränsdistrikt. Stockenstörm fortsatte faderns kolonisations- och pacificeringsarbete. Motstånd från kolonialstyrelsens sida, gjorde att Andries Stockenström 1833 begräde avsked och med familjen flyttade till Stockholm i avsikt att bosätta sig i Sverige. 1835 kallades han dock till London för att inför underhuset redogöra för Kapkolonins förvaltning, särskilt med hänsyn till förhållandet mellan kolonisterna och den afrikanska befolkningen. På tillskyndan av kolonialministern, Charles Grant, 1:e baron Glenelg, utsågs Stockenström till guvernör i de till provins organiserade östra distrikten av Kapkolonin, under den politik som fått beteckningen "Stockenström-Glenelg-systemet". Moståndet mot detta blev honom dock övermäktigt, och han begärde på nytt avsked. Han entledigades 1839 och adlades med baronetvärdighet. De närmast följande åren var han som privatman bosatt på sin egendom Maasström. 1856 flyttade han till England. Andries Stockenström var medlem av kolonins första parlament, vars överhus han tillhörde 1854–1856.